# Meltdown EP
 For alternative betydninger, se Meltdown.
Meltdown Ep er Pitbulls ottende album, der udkom den 22. november 2013.

## Single
Timber blev frigivet som lead single den 7. oktober 2013 og lå efter udgivelsen nr. 4 på den amerikanske Billboard 200. 
Gæst på udgivelsen var blandt andet den amerikanske sanger/ sangskriver Ke$ha. 

## Ekstern henvisning
- Meltdown på Spotify